# Effelsberg
Effelsberg ist ein Stadtteil von Bad Münstereifel im Kreis Euskirchen, Nordrhein-Westfalen, Deutschland.

## Geographische Lage
Effelsberg liegt im Ahrgebirge 8,8 km (Luftlinie) südöstlich von Bad Münstereifel bzw. direkt südöstlich von Lethert. Die Bebauung beider Nachbarorte geht ineinander über. Südwestlich vorbei am Ort verläuft in Nordwest-Südost-Richtung die Landesstraße 234. Östlich von Effelsberg entspringt der Spülsbach, der nach 1,2 km Fließstrecke in den aus Richtung Nordwesten aus dem Effelsberger Wald kommenden Effelsberger Bach (6,6 km lang) mündet.

## Geschichte
Effelsberg wurde erstmals 893 im Prümer Urbar unter dem Namen „Effellesbure“ urkundlich erwähnt.
Seit dem 13. Jahrhundert gehörte Effelsberg den Grafen und späteren Herzögen von Jülich. Das Gericht Effelsberg, zu dem auch die Weiler Holzem, Lethert, Neichen und Scheuerheck gehörten, wurde im 1671 als jülichsche Unterherrschaft an die Herren von Orsbeck für 2000 Gulden verpfändet. Später übernahmen die Herren von Burtscheid-Büllesheim die Pfandschaft. Im Jahr 1767 hatte Effelsberg mit den dazugehörenden Ortschaften insgesamt 911 Einwohner, die Gemarkung umfasste 1154 Hektar.
Nach der Einnahme des Linken Rheinufers durch französische Revolutionstruppen (1794) gehörte die Gemeinde Effelsberg von 1798 bis 1814 zum Kanton Rheinbach im Rhein-Mosel-Departement. Auf dem Wiener Kongress (1815) wurde die Region dem Königreich Preußen zugesprochen. Unter der preußischen Verwaltung gehörte die Gemeinde Effelsberg von 1816 an zum Kreis Rheinbach, der von 1822 an Teil der Rheinprovinz war, und wurde von der Bürgermeisterei Münstereifel verwaltet.
Nach einer preußischen Statistik hatte die Gemeinde Effelsberg im Jahr 1885 insgesamt 489 Einwohner, die in 112 Häusern lebten. Alle Einwohner waren katholisch. Zur Gemeinde gehörten die Ortschaften und Wohnplätze Holzem (86 Einwohner, 15 Häuser), Holzemermühle (6 E., 1 H.), Lethert (89 E., 25 H.), Liersermühle (2 E., 1 H.), Neichen (64 E., 14 H.) und Scheuerheck (126 E., 28 H.).
Am 1. Juli 1969 wurde die Gemeinde in die Stadt Bad Münstereifel eingemeindet; die genannten Ortschaften bilden seitdem eigene Stadtteile.

## Sehenswertes

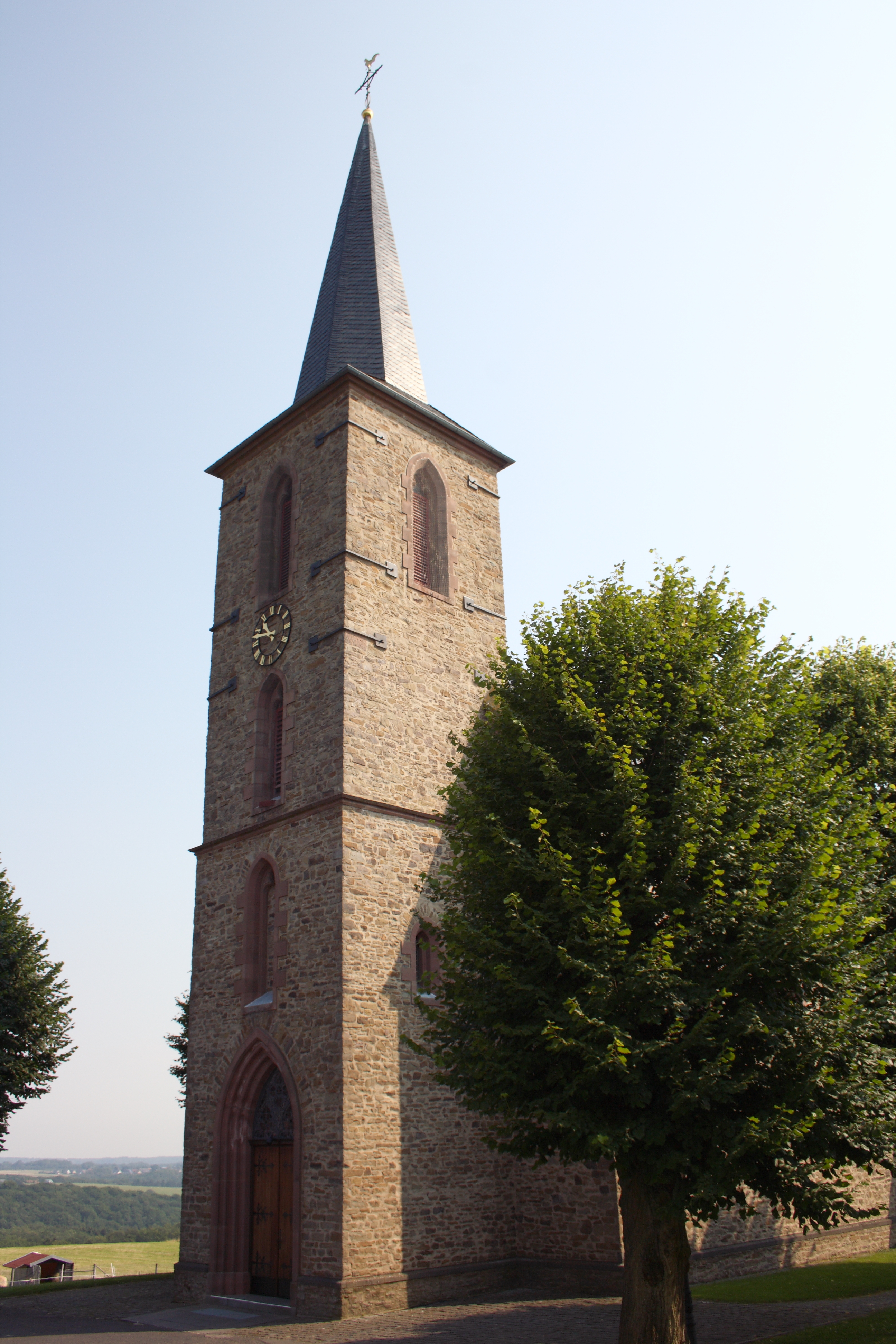
Katholische Pfarrkirche St. Stephan in Effelsberg

Im Ort befindet sich die katholische Pfarrkirche St. Stephan im Stil der Neugotik, die zwischen 1881 und 1883 nach Plänen von Friedrich Karl Schubert und Gustav Boudriot errichtet wurde. Es handelt sich um einen unverputzten Bruchsteinbau mit viergeschossigem Westturm, der mit rotem Sandstein gegliedert ist.
Das benachbarte Pfarrhaus wurde im Jahr 1784 vom Cradenbacher Hof im nahe gelegenen Ort Holzem nach Effelsberg verlegt. Für den heute bestehenden, zweigeschossigen Bau von 1842 setzte sich Pfarrer Michael Joseph Zinken ein.

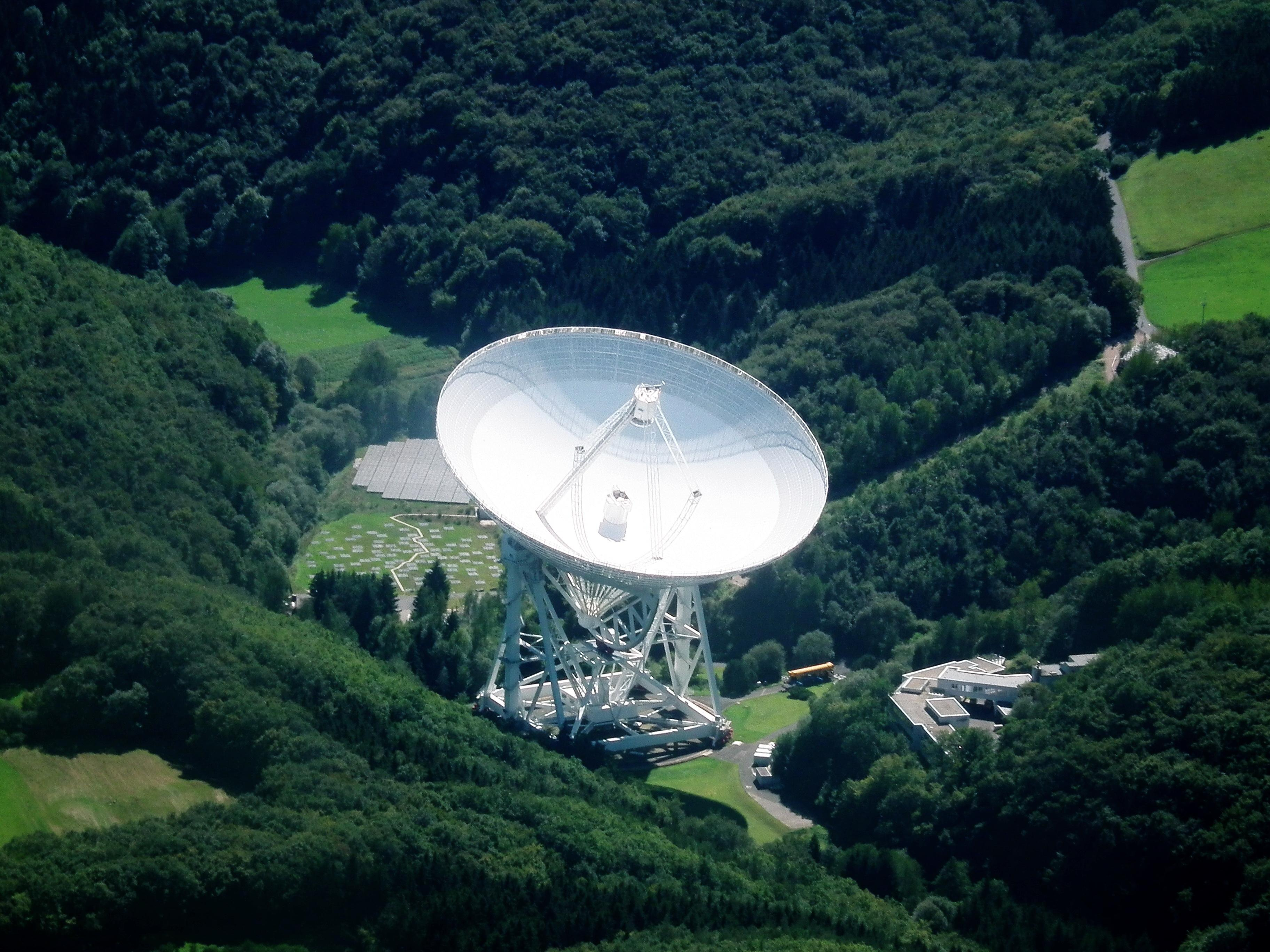
Radioteleskop Effelsberg

Sehenswert ist außerdem das Radioteleskop Effelsberg, das nordöstlich des Orts im Tal des Effelsberger Bachs steht und mit 100 m Spiegeldurchmesser zu den größten vollbeweglichen Radioteleskopen der Erde gehört.

## Verkehr
Die VRS-Buslinie 828 der RVK verbindet den Ort mit Bad Münstereifel und weiteren Nachbarorten, überwiegend als TaxiBusPlus im Bedarfsverkehr.
| Linie | Verlauf |
| ----- | --- |
| 828   | MiKE (außer im Schülerverkehr): Bad Münstereifel Bf – (Bad Münstereifel Rathaus →/ Gewerbegeb./Ärzteh. ←) Rodert – Holzem – Lethert – Effelsberg – Scheuerheck – Wald – Limbach – Houverath – Lanzerath – Eichen – Maulbach – Scheuren |